# Raimund I. (Rouergue)
Raimund I. (auch Ramon oder Raimundo und manchmal Raimund II.) († Februar 960 / 7. September 961) aus dem Haus Toulouse war Graf von Rouergue und Herr von Quercy und Albigeois. Er war der Sohn des Grafen Armengol von Rouergue und der Adelaida.
Unter seiner Herrschaft errang Rouergue die Oberhoheit über benachbarte Gebiete, weswegen er für sich selbst den Titel marchio (Markgraf) von Septimanien durchsetzte. Sein Herrschaftsbereich erstrecke sich von Albi bis Nîmes, nach Norden bis in die Auvergne, sowie – zumindest um 960 – über den Limousin. Er war das Oberhaupt seiner Familie, deren älterer Zweig die Grafschaft Toulouse besaß, und der mächtigste Herr Aquitaniens, als dessen Herzog er seit dem Jahr 936 auftrat – der letzte Herzog seiner Familie, bevor der Titel dann endgültig an die Ramnulfiden ging.
Trotz seiner Machtfülle scheint seine Familie bereits zu seiner Zeit im Abstieg begriffen zu sein. Er gab Sancho V. ein Lehen in der Gascogne und gestattete, dass dieses Lehen nach seinem Tod allodial wurde.
Raimund heiratete in erster Ehe eine Tochter eines ansonsten unbekannten Odoin, mit der er mehrere Kinder hatte. In zweiter Ehe heiratete er Bertha, eine Tochter von Boso, erst Graf von Arles, dann Markgraf von Tuscien, und Witwe von Boso I. Graf von Provence, mit der er vier Söhne hatte: Raimund II., sein Nachfolger in Rouergue, Hugo, Pons und Armengol.
Raimund von Rouergue wurde zwischen Februar 960 und dem 7. September 961 auf einer Wallfahrt nach Santiago de Compostela getötet.